# TKt2
TKt2 – parowóz serii T141.

## Historia
W latach 1918–1924 zbudowano 729 sztuk parowozów serii T141.
Na PKP przed wojną pracowało 6 parowozów tej serii. Po 1945 roku PKP przejęły 68 maszyn tego typu.
Wycofano je ze służby do 1972 roku. Żaden parowóz nie został zachowany.